# Egérmaki
Az egérmaki (Microcebus)  az emlősök (Mammalia) osztályába, a főemlősök (Primates) rendjébe és a törpemakifélék (Cheirogaleidae) családjába tartozó nem.

## Rendszerezésük
A nemet Étienne Geoffroy Saint-Hilaire francia természettudós írta le  1834-ben. 1992-ben 2 ismert egérmaki faj volt; 2016-ra 24-re nőtt a számuk. A becslések szerint a 24 egérmaki faj 10 millió évvel ezelőtt fejlődött ki egy közös ősből.
- szürke egérmaki (Microcebus murinus)
- szürkésbarna egérmaki (Microcebus griseorufus)
- arany egérmaki (Microcebus ravelobensis)
- északi egérmaki (Microcebus tavaratra)
- Sambirano-egérmaki (Microcebus sambiranensis)
- Simmons-egérmaki (Microcebus simmonsi)
- törpe egérmaki (Microcebus myoxinus)
- vörös egérmaki (Microcebus rufus)
- Berthe-egérmaki (Microcebus berthae)
- Goodman-egérmaki (Microcebus lehilahytsara)
- Jolly-egérmaki (Microcebus jollyae)
- MacArthur-egérmaki (Microcebus macarthuri)
- Mittermeier-egérmaki (Microcebus mittermeieri)
- Bongolava-egérmaki (Microcebus bongolavensis)
- Danfoss-egérmaki (Microcebus danfossi)
- Arnhold-egérmaki (Microcebus arnholdi)
- Margot Marsh-egérmaki (Microcebus margotmarshae)
- Claire-egérmaki (Microcebus mamiratra)
- Gerp-egérmaki (Microcebus gerpi)
- Anosy egérmaki (Microcebus tanosi)
- Marohita egérmaki (Microcebus marohita)
- Ganzhorn-egérmaki (Microcebus ganzhorni)
- Boraha egérmaki (Microcebus boraha)
- Manitatra-egérmaki (Microcebus manitatra)

## Előfordulásuk
Madagaszkáron honosak.

## Megjelenésük
Testének és farkának együttes hossza kevesebb, mint 27 centiméter, ezzel ők a legkisebb főemlősök, a legkisebb faj a Berthe-egérmaki, súlyuk azonban a nappali időtartam függvényében ingadozik. A makifélékről az IUCN bejelentette, hogy a gerincesek közül a legveszélyeztetettebbek.

## Életmódjuk
Mindenevők, étrendjük közé tartoznak a rovarok, az ízeltlábúak, kis gerincesek, gyümölcsök, virágok, nektár, valamint az évszaktól függően levelek és rügyek. Az egérmakikat rejtélyes fajoknak tekintik - nagyon kis morfológiai különbségek van az egyes fajok között, de nagy a genetikai eltérés. Az utóbbi időkben végzett megfigyelések rámutatnak a párzási hangjaik különbözőségére, melyek nagyon sokfélék lehetnek.
A főemlősök közül az egérmakiknak van a legkisebb agytömege, mindössze 2 gramm.
Amint azt a Genetics cikke írja, az egérmakik segítenek a főemlősök biológiájának, viselkedésének és egészségének átfogóbb megértésében. Az egérmakikat a félmajmok közé sorolják. Ezek a legkisebb és a leggyorsabban fejlődő főemlősök és Madagaszkáron, illetve a világ minden táján egyre elterjedtebbek. Ezen apró lények fenotípusának és mutációjának vizsgálata útján értékes információ szerezhető a főemlősök biológiájáról és evolúciójáról.

## Szaporodásuk
A párzási időszakban a hím egérmakik heréinek mérete normál méretüknek körülbelül 130%-ára növekszik. Feltételezések szerint ezzel növelik a spermatermelést, ezáltal elősegítve az egyed számára a több utód nemzését. Különböző hipotézisek kapcsolják az egérmaki fajok gyors fejlődését ehhez a spermatermelési vetélkedéshez. Szexuálisan inaktív nőstényekben a vulva lezáródik, a reprodukciós ciklus alatt a vulva nyitva van. A hüvely morfológiáját a napszak is meghatározza.